# Рудники (Білостоцький повіт)
Рудники (пол. Rudniki) — село в Польщі, у гміні Завади Білостоцького повіту Підляського воєводства.
Населення — 135 осіб (2011).
У 1975-1998 роках село належало до Ломжинського воєводства.

## Демографія
Демографічна структура станом на 31 березня 2011 року:
|          | Загалом | Допрацездатний вік | Працездатний вік | Постпрацездатний вік |
| -------- | ------- | ------------------ | ---------------- | -------------------- |
| Чоловіки | 72      | 18                 | 46               | 8                    |
| Жінки    | 63      | 16                 | 34               | 13                   |
| Разом    | 135     | 34                 | 80               | 21                   |